# Долгоруково (Сердобский район)
Долгору́ково — село, административный центр Долгоруковского сельсовета Сердобского района Пензенской области. На 1 января 1998 года — 724 жителя.

## География
Село расположено на северо-западе Сердобского района, на правом берегу реки Арчады (притоке Хопра). Расстояние до районного центра город Сердобск — 22 км.

## История
По исследованиям историка — краеведа Полубоярова М. С., село основано князем Иваном Ивановичем Долгоруким в конце XVII века, который в 1722 коду продал его князю Лариону Сафаровичу Кугушеву, часть перешла к майору Петру Артемьевичу Локустову (Локстову?), в 1766 году на средства которого была построена церковь во имя священномученика Петра Александрийского с приделом во имя иконы Божье Матери «Знамение». В 1747 году — село Завального стана Пензенского уезда, с 1780 года — в Сердобском уезде Саратовской губернии. С 1795 года принадлежало княгине Ольге Степановне Кугушевой. В 1837 году селом владела А. Ф. Горбунова, которая отпустила своих крестьян на волю, что вызвало недовольство соседних землевладельцев. С 1877 года — в Репьёвской волости. В начале XX века в селе — церковь (закрытая в 1930 году), церковно-приходская школа, начальная школа, лавка. В 1929 году в селе организован колхоз «Революционный путь», в 1955 году — колхоз имени С. М. Кирова, а с 1965 года — центральная усадьба совхоза «Долгоруковский».

## Численность населения
| 1747  | 1795  | 1859  | 1877  | 1884  | 1897  | 1911  |
| ----- | ----- | ----- | ----- | ----- | ----- | ----- |
| 440   | ↘300  | ↗958  | ↗1193 | ↗1480 | ↗1762 | ↗2100 |
| 1926  | 1928  | 1959  | 1979  | 1989  | 1998  | 2002  |
| ↗2392 | ↗2583 | ↘1029 | ↘815  | ↘698  | ↗724  | ↘613  |
| 2010  |       |       |       |       |       |       |
| ↘509  |       |       |       |       |       |       |

## Инфраструктура
В селе имеются: почта, телеграф, телефон, основная школа, фельдшерско-акушерский пункт, детский сад «Ёлочка» библиотека, дом культуры, Знаменский храм (открыт вновь с 1998 года).
Село газифицировано. До районного центра г. Сердобск проложена асфальтированная дорога.

## Улицы
- Альшанка;
- Колхозная;
- Куган[11];
- Луговая;
- Ольховка;
- Павлина;
- Слепцова;
- Школьная.

## Достопримечательности
- Храм во имя священномученика Петра Александрийского с приделом во имя иконы Божией Матери «Знамение» (Знаменский храм) (1766 год)[12].

## Известные земляки
- Кузнецов Константин Андреевич (1900—1982) — учёный-почвовед, доктор геолого-минералогических наук (1942), заслуженный деятель науки РСФСР (1971).
- Мизин Сергей Васильевич (р. 13 марта 1922) — заслуженный учитель школы РСФСР (1966). В 1968 году — делегат Всесоюзного съезда учителей[13]
- Никишин Петр Осипович (1890, с. Долгоруково Сердобского уезда Саратовской губернии, ныне Сердобского района Пензенской области — 1978, Куйбышев) — журналист, краевед. Автор публикаций по истории губернии: «1905» (Пенза, 1925); «Как рождался Октябрь»; «Пензенские помещики и их крепостные накануне 1861 года», «Рабочее и профессиональное движение в Пензенской губернии: Материалы к истории» (Пенза, 1927).[14]
- Силаев Иван Сергеевич — (1923—1981) — рядовой, боец кавалерийского полка, добыл ценные сведения о расположении частей противника, Герой Советского Союза (1946).